# ملوك الشر (فلم)
ملوك الشر هو فيلم مصري عرض عام 1972، بطولة فريد شوقي ومحمود المليجي وتوفيق الدقن ونيللي، ومن إخراج حسام الدين مصطفى.

## قصة الفيلم
تدور أحداث الفيلم حول شفيق (فريد شوقي) زعيم عصابة لتهريب المخدرات يقرر التوقف عن تجارة المخدرات لكنه ينوي القيام بآخر عملية له وأكبرها ليتفرغ بعد ذلك لتربية ابنه، لكن أكبر منافسيه الحوت (محمود المليجي) ورجاله يراقبون شفيق ويعلمون بأمر العملية وينصبون له كمينا، ويقومون بإبلاغ الشرطة ليوقعوا به، لكن شفيق ورجاله يستطيعون خداع الشرطة والهروب من المأزق ويهربون بالبضاعة منهم ثم يخدع الحوت ورجاله شفيق وعصابته ويسرقون منهم المخدرات فيقرر شفيق الانتقام.

## طاقم التمثيل
- فريد شوقي: (شفيق أبو الليل)
- محمود المليجي: (الحوت)
- توفيق الدقن: (كاباكا)
- نيللي: (سميحة)
- سامية شكري: (وفاء)
- سهير زكي: (راقصة)
- هالة الشواربي: (عشيقة الحوت)
- خالد أبو السعود: (حمادة - ابن شفيق)
- علية عبد المنعم: (والدة سميحة)
- أحمد لوكسر: (ضابط)
- حمزة الشيمي: (من عصابة الحوت)
- محمد حمدي: (من عصابة الحوت)
- عادل الشناوي: (من عصابة شفيق)
- الطوخي توفيق: (من عصابة شفيق)
- نصر سيف: (من عصابة شفيق)
- أحمد أبو عبية
- علاء زايد
- محيي شكري
- أحمد جمهورية
- مختار السيد
- فاروق علي
- سيد سيف

## فريق العمل
- إخراج: حسام الدين مصطفى
- تأليف: محمود أبو زيد
- مدير التصوير: جمال عبادة
- مونتاج: عبد العزيز فخري
- إنتاج: شركة الأفلام المتحدة
- توزيع: شركة الأفلام المتحدة